# Tư Mã Lệnh Cơ
Tư Mã Lệnh Cơ (chữ Hán: 司馬令姬) là hoàng hậu của Bắc Chu Tĩnh Đế (北周靜帝) Vũ Văn Xiển (宇文闡), vị hoàng đế cuối cùng của triều đại Bắc Chu trong lịch sử Trung Quốc.

## Tiểu sử
Tư Mã Lệnh Cơ là con gái của đại tướng Tư Mã Tiêu Nan (司馬消難), Trịnh Châu tổng quản và Uất Trì thị, con gái của Uất Trì Huýnh.
Vào mùa thu năm 579, Tĩnh Đế đã chính thức kết hôn với Tư Mã Lệnh Cơ, làm chính thất và hoàng hậu, và bà mang tước hiệu bán chính thức là "Chính Dương hoàng hậu" (正陽皇后) để phân biệt với các hoàng hậu của Thiên nguyên hoàng đế. Lúc này không biết Tư Mã Lệnh Cơ bao nhiêu tuổi nhưng Tĩnh Đế chỉ mới 6 tuổi.
Vào mùa hè năm 580, Thiên nguyên hoàng đế qua đời. Nhạc phụ của Thiên nguyên hoàng đế là Dương Kiên nhanh chóng nắm giữ quyền lực và trở thành đại thần phụ chính. Tướng Uất Trì Huýnh cho rằng Dương Kiên có mục đích tiếm vị nên đã nổi dậy, ông ta hợp quân với Tư Mã Tiêu Nan và Vương Khiêm (王謙). Dương Kiên đã phái tướng Vi Hiếu Khoan (韋孝寬) dẫn quân triều đình đi chiến đấu. Quân triều đình đã nhanh chóng đánh bại quân của Uất Trì Huýnh, buộc Uất Trì Huýnh phải tự sát. Vương Khiêm cũng bị đánh bại và bị giết, trong khi Tư Mã Tiêu Nan chạy trốn sang Nam triều Trần kình địch. Do Tư Mã Tiêu Nan chống lại Dương Kiên, Tư Mã hoàng hậu bị phế truất.
Khoảng tết năm 581, Dương Kiên đã Tĩnh Đế phong cho mình làm Tùy vương và ban cửu tích cho mình. Hai tháng sau đó, Dương Kiên buộc Tĩnh Đế phải nhường ngôi cho mình, trở thành Tùy Văn Đế, chấm dứt triều Bắc Chu và khởi đầu triều Tùy. Văn Đế đã ra lệnh giết chết tất cả các thành viên nam trong hoàng tộc Bắc Chu, dòng họ của Vũ Văn Thái. Tư Mã Lệnh Cơ không bị giết. Sau đó không rõ thời điểm nào, bà đã tái hôn với Tiết độ sứ Lý Đan (李丹). Từ đó không còn ghi chép gì về Tư Mã Lệnh Cơ, bà đã sống đến tận triều đại Đường Thái Tông (r. 626–649).